# Rodrigo Rodríguez
Rodrigo Gabriel Rodríguez Dubovich (Paysandú, 25 novembre 1995) è un calciatore uruguaiano, portiere dell'Albion.

## Carriera
Cresciuto nel settore giovanile del Liverpool (M), ha esordito in prima squadra il 16 maggio 2015 in occasione del match di campionato pareggiato 0-0 contro il Miramar Misiones.